# Titularbistum Milopotamus
Milopotamus oder Milopotamos (ital.: Milopotamo oder Melipotano) ist ein Titularbistum der römisch-katholischen Kirche.
Es geht zurück auf ein früheres Bistum der Stadt Mylopotamos auf Kreta. Das Bistum gehörte der Kirchenprovinz Iraklio an.
| Titularbischöfe von Milopotamus |                                         | |                   |                    |
| Nr.                             | Name                                    | Amt | von               | bis                |
| 1                               | Hl. Ignacio Clemente Delgado Cebrián OP | 11. Februar 1794-2. Februar 1799 Apostolischer Koadjutorvikar von Osttonking, 2. Februar 1799 – 12. Juli 1838 Apostolischer Vikar von Osttonking (Vietnam) | 11. Februar 1794  | 12. Juli 1838      |
| 2                               | Nicholas Patrick Stephen Wiseman        | 22. Mai 1840 – 29. August 1847 Apostolischer Vikar von Midland District, 29. August 1847 – 18. Februar 1849 Apostolischer Koadjutorvikar von London District, 18. Februar 1849 – 29. September 1850 Apostolischer Vikar von London District (Vereinigtes Königreich Großbritannien und Irland) | 22. Mai 1840      | 29. September 1850 |
| 3                               | Jacobus Gerardus Schepers               | Apostolischer Vikar von Niederländisch-Guyana (Suriname) | 7. September 1852 | 27. November 1863  |
| 4                               | Gabriele Capaccio OFMRef                | Weihbischof in Bar (Fürstentum Montenegro) | 10. Mai 1867      | 1. Januar 1878     |
| 5                               | Anthony Butler SJ                       | Apostolischer Vikar von Britisch-Guayana (Britisch-Guayana) | 31. Mai 1878      | 2. Oktober 1901    |
| 6                               | James J. Davis                          | Koadjutorbischof von Davenport (USA) | 7. Oktober 1904   | 22. Dezember 1906  |
| 7                               | Peter Joseph Hurth CSC                  | emeritierter Bischof von Dacca (Britisch-Indien) | 15. Februar 1909  | 7. Januar 1913     |
| 8                               | Agustín José Bernaus y Serra OFMCap     | 9. Mai 1913 – 10. Dezember 1913 Apostolischer Vikar von Guam, 10. Dezember 1913 – 18. Januar 1930 Apostolischer Vikar von Bluefields (USA/Nicaragua) | 9. Mai 1913       | 18. Januar 1930    |